# Robert Campin
Robert Campin (znan i kao Majstor iz Flémallea, Flandrijski majstor) flamanski slikar (?, oko 1375. – Tournai, 26. travnja 1444.) bio je prvi umjetnik koji teži realizmu u svom izričaju. Uz braću van Eyck (Huberta, i Jana) osnivač flamanskog realističnog slikarstva. 

## Životopis i djela
Njegovo podrijetlo i ime su nepoznati (vjerojatno Robert Campin), a prema fragmentima velikog oltara u Flémalleu danas ga zovu Majstorom iz Flémallea. Djelovao je u Bruxellesu, Liègeu, Tournaiju i na sjeveru Francuske. Religiozne kompozicije, precizno naslikanih detalja, prenosi u građansko okruženje (Sv. Barbara uz kamin; Majka Božja u gloriji); individualizira fizionomije (Portret Roberta de Masminesa), a njegova je glavna snaga u harmoničnom koloritu i igri svjetla i sjene u interijerima (Razbojnik).
Prva, a možda i presudna, faza slikarske revolucije na sjeveru započinje njegovom pojavom. On je i prvi umjetnik poslije antike koji je umio da prikaže ljudsko lice iz tročetvrtinskog profila. 
Među njegova najbolja djela spada oltar Merode (oko 1425.) Tu po prvi puta imamo osjećaj da stvarno gledamo kroz drvenu ploču u prostorni svijet koji ima: neograničenu dubinu, stabilnost, povezanost i potpunost. Robert Campin, za razliku od svojih suvremenika, drznuo se da prikaže punu istinu i samo istinu dajući svakome i najmanjem detalju maksimalnu konkretnost. Umjetnik čak pravi točnu razliku između difuzne svjetlosti koja baca blage sjene i tako stvara finu gradaciju osvjetljenja i direktne svjetlosti koja ulazi kroz dva okrugla prozora, što se vidi na dvostrukim sjenkama. 
No pored svega toga, dosada neviđenog i revolucionarnog, ova slika sadrži i bogatstvo srednjovjekovnog simbolizma, ali u stilu “prerušenog simbolizma”. To znači da skoro svaka pojedinost na slici, ma koliko proizvoljna, može da sadrži neku simboličnu poruku. Npr.: ruže, ljubićice, ljiljani i krasuljci kao simboli Bogorodice; netom ugašena svijeća kao simbol Božjeg prisustva … Time je ublažio smjelo prekidanje tradicije i genijalno je prenio natprirodne događaje iz simboličnih okvira u svakodnevni domaći ambijent. Otuda i veza između simbolizma i realizma koje istovremeno vidimo u slici, jer su i najsitnije i najbeznačajnije pojedinosti zapravo simboli, te zaslužuju podjednako precizno promatranje kao i sveti likovi. Ovaj način “prekrivenog simbolizma” će se javljati i dalje u flamanskoj umjetnosti, od Jan van Eycka do Massysa.
Vrlo važna osobina ove slike je upotreba ulja za miješanje boja koje Majstor iz Flémallea među prvima koristi. To je bilo presudno za njegov realistički stil. Dotada su slikari slikali temperom na drvetu, ali se različiti tonovi nisu mogli miješati na platnu, pa je bilo teško postići povezani niz valera, potreban za trodimenzionalne efekte. 